# Група армии „Е“
Група армии „E“  (на немски: Heeresgruppe „E“) е войсково съединение на Вермахта участвало във Втората световна война.
| Група армии на Вермахта | Група армии на Вермахта | Група армии на Вермахта |
| ----------------------- | ----------------------- | ----------------------- |
| „Д“                     | „Е“                     | „Ф“                     |

Сформирана през януари 1943 г. тя е разположена главно в района на Средиземноморието с цел отбраната на о. Крит, Сърбия и Хърватия. Не за дълго обаче, в хода на отстъплението на германските части от Балканите тя е принудена да се оттегли до Австрия и Южна Германия, където да срещне останките на група армии „Ф“, ръководена по това време от фелдмаршал Максимилиан фон Вайхс. От 25 март разформирана.

## Командна част
- От 31 декември 1942 г. до края на съществуването на група армии „E“ (8 май 1945 г.) командващ е генерал-полковник Александър Лер.
- От 8 май 1945 г. до края на войната за Германия командващ е фелдмаршал Максимилиан фон Вайхс.

## Състав
основни подразделения (през октомври 1943):
11-а противовъздушна-пехотна дивизия (атински гарнизон)
Щурмова дивизия „Родос“ (обединила се с моторизираната дивизия „Бранденбург“ през 1944 г.)
68-и армейски корпус (източна Гърция и Пелопонес)
117-а пехотна дивизия
1-ва танкова дивизия
22-ри планински корпус (западна Гърция)
104-та пехотна дивизия
1-ва планинска дивизия
41-ва отбранителна дивизия
133-та отбранителна дивизия (критски гарнизон)
Също така под командването на армията влизат и 22 наказателни батальона.